# Tapesia lividofusca
Tapesia lividofusca är en svampart som först beskrevs av Elias Fries, och fick sitt nu gällande namn av Rehm 1891. Tapesia lividofusca ingår i släktet Tapesia, ordningen disksvampar, klassen Leotiomycetes, divisionen sporsäcksvampar och riket svampar.   Inga underarter finns listade i Catalogue of Life.
I den svenska databasen Dyntaxa används istället namnet Tapesia melaleucoides för samma taxon.  Arten är reproducerande i Sverige.